# おせわになりました
「おせわになりました」は、阿部義晴とSPARKS GO GOの期間限定ユニット、ABEX GO GOのシングル。1997年2月21日、Sony Recordsより発売。

## 解説
ユニット第一弾シングル。アルバム『ABEX GO GO』の先行シングル。
アルバムには表題曲・カップリング曲ともに収録。

## 収録曲
全作詞・作曲：阿部義晴・八熊慎一
編曲：ABEX GO GO
1. おせわになりました (2:56)
日本テレビ系列『ひらめけ!発明大将軍』エンディングテーマ
2. Telephone Sex (3:51)
3. おせわになりました (instrumental) (2:56)